# Mevasséret Tsiyyon
Mevasséret Tsiyyon (en hebreu: מבשרת ציון) és una població israeliana situada a deu quilòmetres a l'oest de Jerusalem, a tocar de l'autopista de Tel-Aviv.
El municipi sorgeix de la unió de dos municipis: Maoz Tsiyyon, fundada el 1951 per immigrants de l'Iraq, el Kurdistan, l'Iran i l'Àfrica del Nord, i Mevasséret Yeruixalàyim, fundada el 1956 per immigrants de l'Àfrica del Nord. El nom resultant de la unió és Mevasséret Tsiyyon, que significa la missatgera de Sió, i s'agafà de la Bíblia (Isaïes 40,9). El centre del municipi unificat és de nova construcció, i al centre comercial Harel s'hi pot trobar el primer McDonald's caixer.
La ciutat també és la seu de les ambaixades del Paraguai i de Bolívia.
La muntanya del Castell propera a Maoz Tsiyyon i la rodalia van ser escenari d'una de les grans batalles de la Guerra araboisraeliana de 1948.

## Qehilat Mevasséret Tsiyyon
A la ciutat hi ha la Qehilat Mevasséret Tsiyyon (en hebreu, קהילת מבשרת ציון, comunitat de Mevasséret Tsiyyon), una comunitat reformista jueva creada el 1991 per cinc famílies de la localitat. Un dels principis bàsics és la participació igualitària de la dona en tots els aspectes de la religió. També col·laboren en l'acolliment d'immigrants que fan la seva aliyyà provinents d'Etiòpia i Bòsnia. Com que són una comunitat jueva no ortodoxa, no reben cap ajut de l'estat d'Israel.
Com a rabí del grup treballa Maya Leibovitch, la primera dona que fou ordenada rabina. Entre 150 i 200 famílies formen actualment part de la comunitat, que es reuneix una escola primària local.